# يرون دايسيلبلوم
يرون رينيه فيكتور انطون دايسيلبلوم (بالهولندية: Jeroen Dijsselbloem)‏ (ولد 29 مارس 1966) هو سياسي هولندي من حزب العمل الهولندي (PvdA). ووزير المالية في وزارة روته الثانية منذ 5 نوفمبر 2012، ورئيس مجموعة اليورو منذ 21 يناير 2013، ورئيس مجلس محافظي آلية الاستقرار الأوروبي (ESM) منذ 11 فبراير 2013.

## الحياة الشخصية

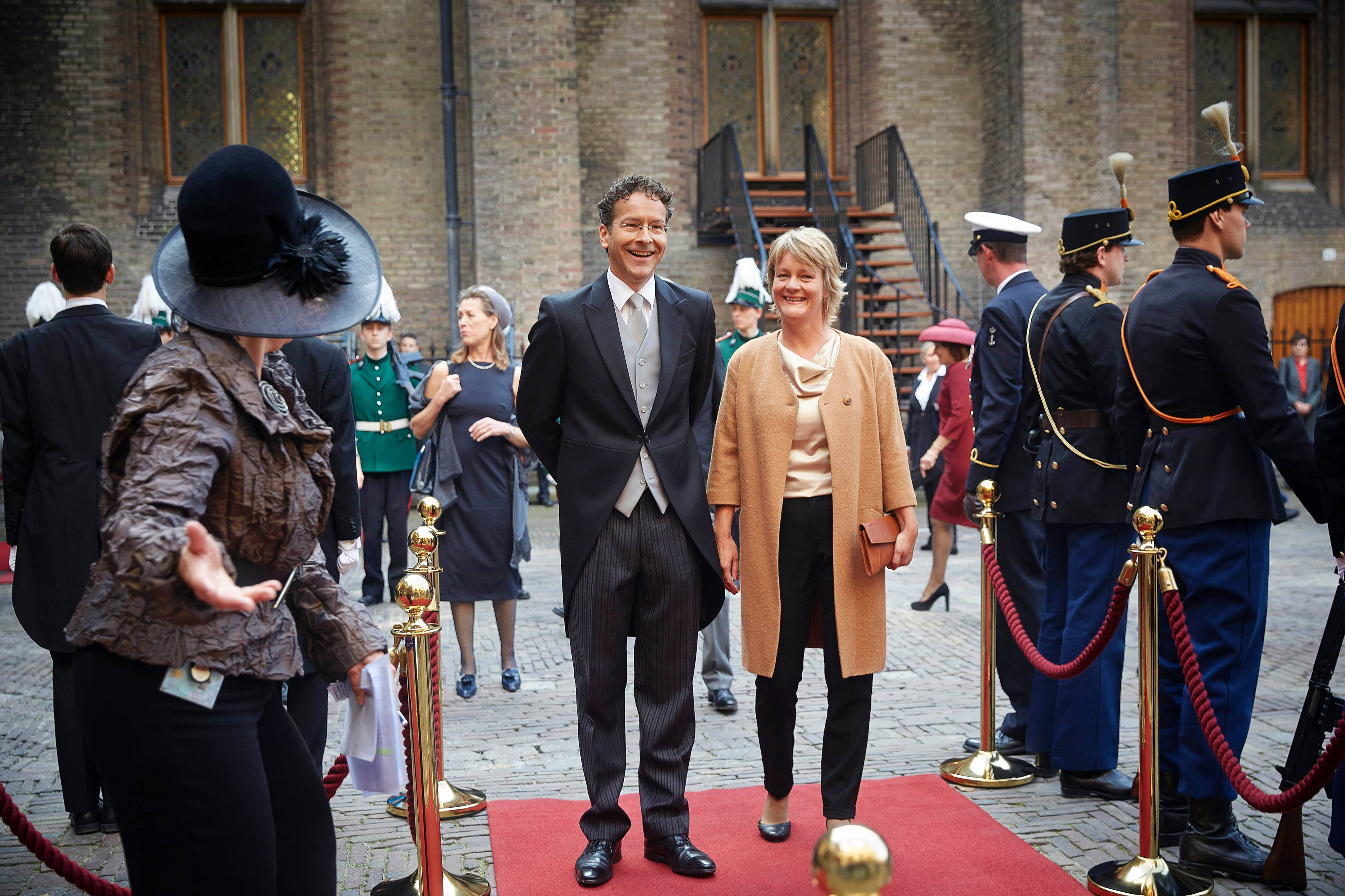
يرون دايسيلبلوم وشريكته يوم برينسيشداخ 2014

دايسيلبلوم ليس متزوجاً، ويعيش هو وشريكته في فاخينينجن، لديه ابناً وبنتاً.

## روابط خارجية
- يرون دايسيلبلوم على موقع مونزينجر (الألمانية)